# Colostethus delatorreae
Colostethus delatorreae là một loài ếch thuộc họ Dendrobatidae.
Đây là loài đặc hữu của Ecuador.
Môi trường sống tự nhiên của chúng là đồng cỏ nhiệt đới hoặc cận nhiệt đới vùng đất cao và đầm lầy.
Chúng hiện đang bị đe dọa vì mất môi trường sống.